# Castagna AZNOM
La Castagna AZNOM è una concept car prodotta dalla Castagna Milano su base Corvette Z06.
Questa concept, di cui la chiave stilistica è stata svelata a Ginevra nel 2005 con denominazione Aria One-Off su base Ferrari 575, è stata presentata in chiave non ancora completa ma quasi completamente rivista al Top Marques di Monaco.
la concept monta un V8 sovralimentato da 7 litri, con potenza di circa 710 cv e 980Nm di coppia. Il cambio è a 6 rapporti, di origine statunitense (derivante dalla Corvette Z06). La velocità massima testata è di 370 km/h, mentre si parla di un'accelerazione da 0–100 km/h in 2,8 secondi (0-200 in 7,8). Il prototipo è stato testato sul circuito Paul Ricard con un assetto studiato appositamente per quel circuito.
Moltissimi i partner che hanno partecipato al progetto: la tecnologia digitale è fornita dalla Samsung e i sedili sono Sparco, i cerchi da 20" sono forniti dalla AEZ e gli pneumatici sono i Pirelli PZero con misure 285/35 e 335/30.
L'impianto frenante è prodotto dalla Brembo mentre il reparto sospensioni è composto da ammortizzatori regolabili e barre di torsione in titanio.
La carrozzeria è in fibra di carbonio, permettendo un peso di 1.320kg quindi di ottenere un rapporto peso-potenza di 1,6 kg/ CV.